# Ouzouer-sous-Bellegarde
Ouzouer-sous-Bellegarde é uma comuna francesa na região administrativa do Centro, no departamento Loiret. Estende-se por uma área de 11,64 km². Em 2010 a comuna tinha 319 habitantes (densidade: 27,4 hab./km²).